# Pożegnanie i Powitanie powstańca (obraz Artura Grottgera)
Pożegnanie i Powitanie powstańca (dyptyk) – dyptyk polskiego malarza, Artura Grottgera, odnoszący się do powstania styczniowego, namalowany w latach 1865–1866. Obrazy znajdują się w zbiorach Muzeum Narodowego w Krakowie.
Obrazy Pożegnanie powstańca i Powitanie powstańca wpisują się w nurt narodowej szkoły malarstwa historycznego, której wybitnymi przedstawicielami byli również Jan Matejko i Józef Chełmoński. Widoczna jest tu, przyjęta przez Grottgera, metoda przedstawiania wydarzeń historycznych przez pryzmat scen wziętych z życia.
Podobnie jak w cyklu rysunków Polonia czy Lithuania, Grottger podejmuje tu temat powstania styczniowego.

## Okoliczności powstania
Dyptyk Grottger wykonał w 1866 roku podczas swojego pobytu w obecnej ukraińskiej miejscowości Śniatynka, która wówczas należała do Stanisława Tarnowskiego.

## Pożegnanie powstańca
Na pierwszym obrazie, Pożegnanie powstańca, widzimy scenę, na której żona czule żegna powstańca wyruszającego do walki o wolność Polski, przypinając mu do rogatywki kokardę narodową. Mężczyzna pochodzenia szlacheckiego żegnany jest przez ubraną w żałobną czerń kobietę-Polkę, która dla dobra ojczyzny gotowa jest zrezygnować ze szczęścia osobistego. Obie postacie wpatrzone są w siebie. W tle widać oddział Krakusów. Scena rozgrywa się na progu szlacheckiego dworu, symbolizującego ojczyznę prywatną – miejsce mityczne.

## Powitanie powstańca
Obraz drugi, Powitanie powstańca, ukazuje ciemną postać powstańca powracającego ukradkiem do domu, witającego żonę. Kobieta ubrana jest w białą, kontrastującą z ubiorem mężczyzny, suknię. Tym razem postacie nie patrzą sobie w oczy. Głowa kobiety zwrócona jest w drugą stronę. Tu radość z powrotu zmącona jest goryczą przegranego powstania. W tle pojawia się po raz kolejny dwór. Tym razem jednak na horyzoncie rysują się czarne, złowrogie chmury, które wzmacniają dramatyzm tej sceny.

## Dyptyk w kulturze
- Dnia 16 stycznia 2013 roku Narodowy Bank Polski wyemitował w nakładzie 800 tys. sztuk okolicznościową monetę o nominale 2 zł na 150. rocznicę Powstania Styczniowego. Wzór zaprojektowany przez Ewę Tyc-Karpińską oraz Roussankę Nowakowską zawiera fragment obrazu Artura Grottgera z dyptyku o nazwie „Pożegnanie” i jest wykonany ze stopu Nordic gold[6][7].